# Podgorica (stacja kolejowa)
Podgorica (czarnogórski: Жељезничка станица Подгорица, Željeznička stanica Podgorica) – stacja kolejowa w Podgoricy, stolicy Czarnogóry. Ważny węzeł kolejowy na linii Belgrad – Bar.
Jest zarządzana i obsługiwana przez Željeznica Crne Gore.
Pierwszy dworzec kolejowy w Podgoricy został zbudowany w 1927 roku w pobliżu wieży zegarowej w dzielnicy Stara Varoš (Stare Miasto), części miasta położonej 0,8 km od aktualnej stacji. Obecna stacja została wybudowana po II wojnie światowej i zmodernizowane stopniowo do obecnego kształcie i wielkości do lat 70.
Jest to jedyna stacja w Podgoricy i służy jako centrum Željeznica Crne Gore. Linia Belgrad – Bar zbiega się tutaj z linią do Nikšić i linią do Szkodry.
Sam budynek dworca nie był planowany jako stały dworzec pasażerski, ale raczej jako centrum zarządzania i kontrolą systemu kolejowego Czarnogóry. Terminal pasażerski miał być zbudowany w oddzielnym budynku. Jednakże z powodu braku środków, wciąż obecny budynek służy jako tymczasowy terminal pasażerski. Tak więc, poczekalnia, restauracja, kasy biletowa i inne udogodnienia są niezbyt wydajne i jakości usług jest gorsza w porównaniu do głównych stacji w miastach o podobnej wielkości.

## Linie kolejowe
- Belgrad – Bar
- Nikšić – Podgorica
- Podgorica – Szkodra